# Бэрд, Лейрион Гейлор
Лейрион Гейлор Бэрд (англ. Leirion Gaylor Baird; род. 18 июня 1971) — американский государственный и политический деятель. С мая 2019 года работает мэром Линкольна, штат Небраска.

## Биография
Выросла в Портленде, штат Орегон. Её родители были учителями в государственных школах. В 1993 году получила степень бакалавра исторических наук в Йельском колледже. В 1997 году получила степень магистра наук в области сравнительной социальной политики в Оксфордском университете.
Начала карьеру в должности консультанта по вопросам управления, а также работала аналитиком в отделе городского бюджета и политики. Была директором внеклассной и летней программы в Сан-Франциско. Переехав в Линкольн, штат Небраска, была назначена в Комиссию по планированию округа Линкольн/Ланкастер и участвовала в разработке Комплексного плана на период до 2040 года. В мае 2013 года была избрана в городской совет Линкольна в качестве общегородского представителя и на тот момент была единственной женщиной-членом. В 2017 году была переизбрана.
После ратификации поправки об ограничении сроков полномочий на референдуме, объявила о своём намерении сменить действующего мэра Криса Бётлера проработавшего три срока. Будучи членом Демократической партии, официально баллотировалась как беспартийный кандидат в соответствии с законом о муниципальных выборах. Выиграла на выборах мэра 7 мая 2019 года у Синди Ламм, связанной с республиканцами. 20 мая 2019 года была приведена к присяге вместе с новым городским советом.
Во время своей предвыборной кампании на должность мэра, выступала за дополнительное финансирование строительства дорог города, сохранения окружающей среды и общественные земельные фонды для строительства жилья. Будучи членом городского совета, представила закон, запрещающий проведение «бамп-фаер» в городе.
Импичмент мэра был организован в октябре 2020 года. LNK Recall возражала против приостановки действия правил городского устава, которые позволяли Пэту Лопесу быть назначенным директором здравоохранения. Организаторам требовалось не менее 21 652 подписей к 23 декабря 2020 года, чтобы инициировать импичмент Лейрион Бэрд, но они не смогли этого сделать. В ответ на обвинения она заявила, что продолжит работать мэром.
В ноябре 2022 года объявила о своей кампании по переизбранию на должность мэра в 2023 году. Основными противниками являлись: сенатор штата от Республиканской партии Сюзанна Гейст и бывший футболист-республиканец Стэн Паркер.